# Genderbeemd
Genderbeemd is een buurt in het stadsdeel Gestel in de stad Eindhoven. De buurt ligt in het zuidwesten van Eindhoven in de wijk Oud Kasteel. Op 1 januari 2023 telde de buurt 3.575 inwoners, verdeeld over 1.653 woningen, met een gemiddelde WOZ-waarde van € 358.000, op een oppervlakte van 1 km².
De naam van de buurt Genderbeemd verwijst naar een beemd van de Gender, een beek die door de buurt stroomt. De buurt is medio jaren zeventig van de 20e eeuw gebouwd. Naast woningen bevindt zich in de Genderbeemd ook het bedrijventerrein Croy.